# Laurices

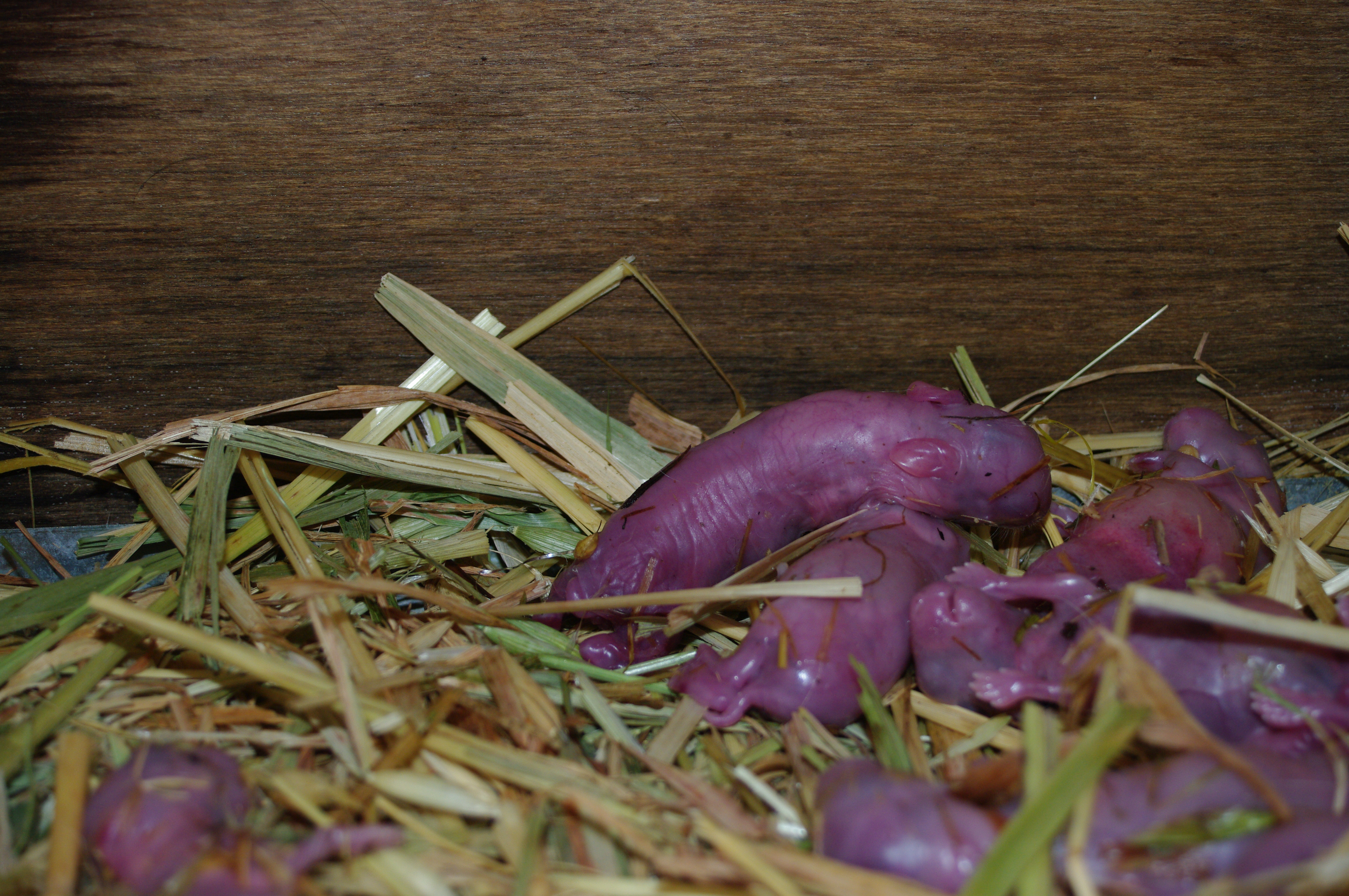
Conejos recién nacidos

Laurices es el nombre con el que se conoce a un manjar culinario constituido por fetos de conejo o gazapos recién nacidos. Son mencionados ya por Plinio el Viejo en su  Naturalis Historia. Existe la creencia de que su consumo era típico en Cuaresma por no ser considerados técnicamente «carne» por los monjes, sin embargo tal idea, producto al parecer de diversas confusiones de autores del siglo XX, ha sido calificada como errónea.